# Cantone di Retiers
Il Cantone di Retiers era una divisione amministrativa dell'arrondissement di Fougères-Vitré.
A seguito della riforma approvata con decreto del 18 febbraio 2014, che ha avuto attuazione dopo le elezioni dipartimentali del 2015, è stato soppresso.

## Composizione
Comprendeva i comuni di:
- Arbrissel
- Coësmes
- Essé
- Forges-la-Forêt
- Marcillé-Robert
- Martigné-Ferchaud
- Retiers
- Sainte-Colombe
- Le Theil-de-Bretagne
- Thourie